# カルルク語群
カルルク語群（カルルクごぐん、英語: Karluk languages）は、チュルク語族共通チュルク語派の一語群である。ウズベク語、ウイグル語などが含まれる。
| テュルク祖語 | カルルク語群 | West | West | - ウズベク語                                                                                       |
| テュルク祖語 | カルルク語群 | East | East | - 現代ウイグル語 - タランチ - † ホレズム語 - † チャガタイ語 - エイヌ語 - ロプ語 - イリ・テュルク語 |